# Јазбине (Шентјур)
Јазбине (словен. Jazbine) је насељено место у општини Шентјур, Савињска регија, Словенија.

## Историја
До територијалне реорганизације у Словенији биле су у саставу старе општине Шентјур при Цељу.

## Становништво
У попису становништва из 2011. године, Јазбине су имале 49 становника.
| Број становника према пописима | Број становника према пописима | Број становника према пописима |
| ------------------------------ | ------------------------------ | ------------------------------ |
| 1991                           | 2002                           | 2011                           |
| 38                             | 35                             | 49                             |